# كاثرين كروس
كاثرين كروس (3 أكتوبر 1991 في المملكة المتحدة - ) (بالإنجليزية: Kate Cross)‏ هي لاعبة كريكت بريطانية. شاركت مع منتخب إنجلترا للكريكت.

## وصلات خارجية
- كاثرين كروس على موقع إي آس بي آن كريك إنفو (الإنجليزية)